# Chlorion magnificum
Chlorion magnificum är en biart som beskrevs av F. Morawitz 1887. Chlorion magnificum ingår i släktet Chlorion och familjen grävsteklar. Inga underarter finns listade i Catalogue of Life.